# Hans-Helmut Münchberg

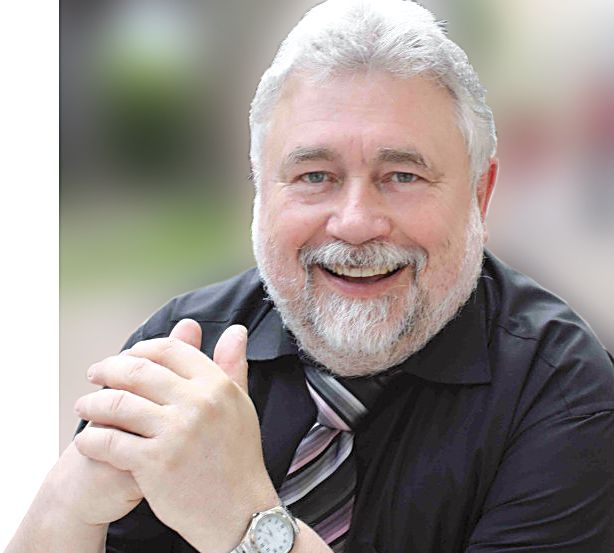
Hans-Helmut Münchberg (2014)

Hans-Helmut Münchberg (* 19. Dezember 1948 in Apolda) ist ein deutscher Kommunalpolitiker (vormals SED, dann CDU, heute parteilos). Er war von 1990 bis 1994 Landrat des Landkreises Apolda und nach der Thüringer Kreisgebietsreform von 1994 bis 2018 Landrat des Landkreises Weimarer Land in Thüringen.

## Leben
Münchberg machte nach dem Abitur eine Ausbildung zum Tischler. In den Jahren 1967 bis 1970 machte er bei der NVA eine Ausbildung zum Raketenoffizier und Ingenieur für Elektronik. Sein letzter Dienstgrad war Leutnant. 1973 wurde er degradiert und somit als Soldat aus der NVA entlassen. Außerdem erfolgte der Ausschluss aus der SED wegen politischer Gründe. Danach arbeitete er zunächst im „VEB Thüringer Obertrikotagen Apolda“ als Hilfselektriker und später als Techniker. Bereits in den Jahren 1979 bis 1984 erwarb er per Fernstudium in Gotha den Abschluss als Ingenieur für Hochbau. 1988 wurde Münchberg Mitglied der Blockpartei CDU (DDR). Nach der Wende wechselte er als Technischer Leiter in den „VEB Zweckmode Apolda“, wo er bis zum 1. Januar 1990 tätig war. Am 2. Januar 1990 nahm er das Amt eines Mitglieds des Rates des Kreises Apolda auf. Er war für die Bereiche „Umweltschutz/Wasserwirtschaft und Erholungswesen“ zuständig. Der damalige Kreistag verpflichtete auf Grund der schwierigen Verhältnisse und der Umbruchzeit in der DDR alle Ratsmitglieder, bis zu einer Neuwahl in der DDR die Aufgaben wahrzunehmen.
Münchberg kandidierte im Frühjahr 1990 im Auftrag der CDU für das Amt des Landrats des Kreises Apolda. Er erhielt mehrheitlich das Vertrauen. Am 4. Februar 1994 trat Münchberg aus der CDU aus, da bereits im September 1991 Teile der CDU-Fraktion einen Misstrauensantrag wegen „mangelnder Umsetzung der CDU-Politik“ stellten. Trotzdem wurde Münchberg in den Folgejahren als Landrat des Weimarer Landes, welcher 1994 aus den Kreisen Apolda und Weimar-Land gebildet wurde, wiedergewählt. Bei den Kommunalwahlen in Thüringen 2018 durfte er aus Altersgründen nicht mehr antreten.
Bei der Landtagswahl in Thüringen 2019 trat Münchberg im Wahlkreis 031 Weimar I/Weimarer Land II als Direktkandidat an. Auf ihn entfielen 2.901 Stimmen, was 13,0 % der gültigen Stimmen entsprach. Damit wurde er nicht in den Landtag gewählt.
Hans-Helmut Münchberg ist seit 1976 verheiratet, hat drei Kinder und lebt in Tiefengruben.

## Kontroversen
Am 21. Dezember 2010 veröffentlichte Münchberg im Amtsblatt des Weimarer Landes einen Kommentar, in dem er den Ausgang der Volksinitiative für die Ausschaffung krimineller Ausländer in der Schweiz guthieß und die seiner Meinung nach zu liberale Zuwanderungspolitik in Deutschland kritisierte. Seine Äußerungen wurden daraufhin unter anderem vom Weimarer Oberbürgermeister Stefan Wolf als polemisch und Unfrieden stiftend kritisiert, zumal der Ausländeranteil im Weimarer Land bei unter zwei Prozent liege und Kriminalität von Ausländern damit praktisch nicht stattfinde.
An seinem letzten Tag als Landrat bekannte er sich am 30. Juni 2018 in einer ganzseitigen Stellungnahme auf der Titelseite des Amtsblattes zur „Gemeinsamen Erklärung 2018“.